# FamilySearch Indexing
L'indexation FamilySearch est un projet de bénévolat créé et dirigé par FamilySearch, une organisation de généalogie de l'Église de Jésus-Christ des Saints des Derniers Jours. Le projet vise à créer des index numériques recherchables d'images numérisées et de documents historiques pertinents pour la généalogie. Les documents comprennent les registres de recensement, les certificats de naissance, de décès et de mariage, les registres militaires et de propriété, et d'autres registres d'état civil conservés par les gouvernements locaux, étatiques et nationaux. Cependant, pour accéder aux milliards de noms qui apparaissent sur ces images, des index sont nécessaires pour pouvoir les rechercher efficacement.
Depuis le début de l'indexation de FamilySearch en 2006, cet effort de production participative a produit plus d'un milliard d'enregistrements consultables. Les images numériques et les index correspondants sont précieux pour les professionnels, les amateurs et les chercheurs d'organisations familiales.

## Comment cela fonctionne
Les bénévoles (y compris les détenus en prison) utilisent un logiciel en ligne sur le site Web FamilySearch pour visionner des images de documents historiques. Ils lisent ensuite les informations sur l'image et transcrivent les informations. Un deuxième volontaire, plus expérimenté, vérifie l'exactitude de ces informations avant de les soumettre. Les enregistrements indexés peuvent éventuellement être recherchés sur le site Web FamilySearch.
De 2006 à 2017, l'indexation FamilySearch n'était disponible que sous forme de programme téléchargeable, et deux volontaires indexaient séparément chaque document. Un troisième vérifiaient l'exactitude de son travail. Depuis 2016, l'indexation FamilySearch est également disponible sur le Web.

## Types d'enregistrements
Jusqu'en décembre 2008, le projet d'indexation FamilySearch se concentrait principalement sur l'indexation des archives de recensement étatiques et fédéraux des États-Unis d'Amérique, bien que les archives de recensement du Mexique et les archives d'état civil d'autres lieux aient également été indexés. En 2012, FamilySearch Indexing a collaboré avec Archives.com et FindMyPast pour indexer le recensement fédéral américain de 1940 En 2014, l'accent a été mis sur les projets nécrologiques. En décembre 2015, l'organisation avait indexé 1 379 890 025 archives depuis sa création. En juillet 2018, 226 projets d'indexation étaient en cours, et des documents du monde entier étaient indexés. La majorité des projets proviennent d'Amérique du Nord ou d'Europe. Les États-Unis sont le pays avec le plus d'archives mais la majorité des projets viennent désormais de l'extérieur des États-Unis.
En plus des projets d'indexation généraux, le site s'associe également à d'autres organisations généalogiques pour réaliser des projets d'indexation spécialisés. Les partenaires ont inclus l'Arkansas Genealogical Society, le Black History Museum, l'Indiana Genealogical Society, l'Ohio Genealogical Society, le National Archives and Records Administration des États-Unis et l'Utah Genealogical Association.

## Voir également
- Généalogie